# Nikolái Spéshnev

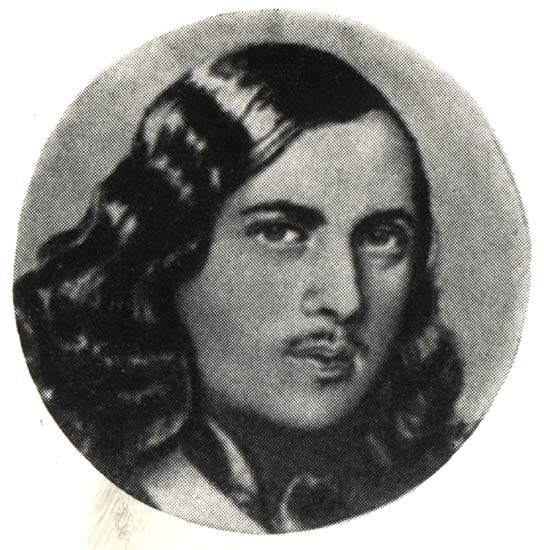
Nikolay Alexandrovich Speshnev

Nikolay Alexandrovich Speshnev (ruso: Николай Александрович Спе́шнев; 1821, Kursk - 1882, San Petersburgo) fue un aristócrata y político ruso del siglo XIX. Se dedicó además al activismo político siendo conocido por su participación en el grupo de debate literario pro-socialista el Círculo Petrashevski. Formó una sociedad revolucionaria secreta entre los miembros del círculo, que incluía al joven Fiodor Dostoievski. Después de que el gobierno del zar Nicolás I arrestara a los miembros del Círculo de Petrashevsky en 1849, Speshnev fue interrogado, amenazado con torturarlo y finalmente sentenciado, junto con Dostoievski, Petrashevsky y otros, a ser ejecutado por un pelotón de fusilamiento. La sentencia fue conmutada por trabajos forzados en Siberia, pero los prisioneros solo fueron informados de esto después de soportar una ejecución simulada.
Dostoievski se basó en sus experiencias con la sociedad secreta de Speshnev y el Círculo de Petrashevsky cuando escribió su sátira sociopolítica Los endemoniados. Muchos comentaristas creen que el personaje central de la novela, Nikolay Stavrogin, se basa en parte en Speshnev.

## Biografía
Speshnev nació en la provincia de Kursk en 1821 en una familia noble muy rica. Asistió a la élite Alexander Lyceum en Tsarskoye Selo, donde conoció a Petrashevsky.

## Speshnev y Dostoievksi
Teniendo en cuenta que Dostoievski era un cristiano devoto y que en su época más madura ya no simpatizaba particularmente con la causa socialista, cabe señalar que en su juventud fue un miembro activo de la sociedad revolucionaria secreta de Speshnev, sin muchas ilusiones sobre sus objetivos. Esto se puede explicar en parte por la personalidad carismática de Speshnev y la compasión de Dostoievski por los terribles sufrimientos del campesinado ruso, pero también hubo otros factores en juego. Sus caminos se cruzaron en un momento en que ambos, por distintas razones, estaban profundamente desencantados con Petrashevsky. Speshnev despreciaba lo que veía como la pasividad de Petrashevsky en cuestiones de cambio social, mientras que Dostoievski sentía repulsión por su actitud desdeñosa hacia el cristianismo. En una carta escrita después de la muerte de Dostoievski, Apollon Maykov informa que Dostoievski lo visitó en enero de 1849 y lo invitó a convertirse en el octavo miembro de la sociedad de Speshnev, diciendo que Petrashevsky era "un tonto, un actor y un charlatán" del que "nada sensato saldría jamás". El objetivo de la sociedad era "establecer una imprenta secreta" y trabajar "para producir una revolución en Rusia", y Maykov recuerda a un Dostoievski sobreexcitado "prodigando toda su elocuencia sobre la santidad de esta acción, sobre nuestra obligación de salvar el patria, etc.” El amigo y médico de Dostoievski, Stepan Yanovsky, informa que en los meses previos a los arrestos, su paciente se volvió ansioso, irritable y melancólico, y con frecuencia se quejaba de mareos. 
Según el biógrafo de Dostoievski Joseph Frank, Nikolay Speshnev "indudablemente proporcionó a Dostoievski, veinte años más tarde, parte de la inspiración para el personaje de Nikolay Stavrogin en los Endemoniados'". Stavrogin, como Speshnev, es una misteriosa figura aristocrática que se mueve en círculos revolucionarios, y un tipo Byroniano que tiene una extraña fascinación por todos aquellos con los que se relaciona. Los contemporáneos de Speshnev hablaron de su personalidad carismática, su constante dominio de sí mismo, su hermosa apariencia y su extremo atractivo para las mujeres. Bakunin dijo de él que "crea un gran efecto: es particularmente bueno para envolverse en el manto de una impenetrabilidad profundamente pensativa y tranquila". La personalidad de Stavrogin se describe en términos similares en la novela, y su comportamiento se describe como "severo, pensativo y aparentemente distraído". Si bien Stavrogin, a diferencia de Speshnev, no está particularmente interesado en el activismo político, es idolatrado por el maestro de la sociedad revolucionaria secreta de la novela, Pyotr Verkhovensky, y ocasionalmente hace sugerencias sobre cómo operar la sociedad.